# کای برد
کای برد (انگلیسی: Kai Bird؛ زادهٔ ۲ سپتامبر ۱۹۵۱) مورخ، زندگی‌نامه‌نویس، و روزنامه‌نگار اهل ایالات متحده آمریکا است.
وی همچنین برندهٔ جوایزی همچون کمک‌هزینه گوگنهایم شده است.